# Micah Leaʻalafa
Micah Leaʻalafa (* 1. Juni 1991 in Yandina, Salomonen) ist ein salomonischer Fußballspieler, der vorwiegend im offensiven Mittelfeld und Sturm spielt. Zwischen Juli 2019 und Februar 2020 spielt er für den südafrikanischen Erstligisten Maritzburg United. Sein erstes A-Länderspiel für die Salomonen absolvierte er am 24. März 2016 beim 2:0-Sieg gegen Papua-Neuguinea. Außerdem läuft er für die salomonische Futsalnationalmannschaft auf und nahm mit ihr an der Futsal-Weltmeisterschaft 2012 und 2016 teil. 2023 trat der von beiden Nationalmannschaften zurück.

## Internationale Tore
| Nr. | Datum         | Ort                             | Gegner          | Treffer | Ergebnis | Wettbewerb         |
| --- | ------------- | ------------------------------- | --------------- | ------- | -------- | ------------------ |
| 1   | 27. März 2016 | Lawson Tama, Honiara, Salomonen | Papua-Neuguinea | 1:0     | 1:2      | Freundschaftsspiel |

## Erfolge

### Verein
Auckland City
- Neuseeländischer Meister: 2018
- OFC Champions League: 2016, 2017
- ASB Charity Cup: 2016, 2017

### Persönlich
- OFC Champions League 2016 Goldener Ball[5]